# Thomas Edmund Campbell
Le major Thomas Edmund Campbell (1809 - 1872) C.B., est venu au Bas-Canada en tant qu'officier militaire britannique, où il est devenu une figure politique et un seigneur qui a beaucoup contribué au développement de Rouville, au Québec. Il a construit le Manoir Rouville-Campbell et a été un membre éminent du Montreal Hunt Club.

## Biographie
Il est né à Bedford Square, Londres, le 4 janvier 1809. Il a grandi dans une famille aisée, le cinquième des six enfants nés de Duncan Campbell (décédé en 1815), qui avait fait fortune aux Antilles, et Harriet (décédée en 1817), fille de Robert Young d'Auchenshcoch. Il était le petit-fils d'Alexander Campbell (1710-1760), 11e Laird d'Inverawe, Argyll, descendant d'Archibald Campbell d'Inverawe. Son frère, le colonel James Campbell, a construit New Inverawe, aujourd'hui connu sous le nom d'hôtel Ardanaiseig. Il était un beau-frère de Sir Alexander Spearman 1er Bt., de Hanwell, et sa belle-sœur était une nièce du lieutenant-général Sir James Campbell, 1er Bt., d'Inverneill. En 1832, il est diplômé de l'Académie royale militaire de Sandhurst et est nommé capitaine des Royal Scots et aide de camp du lieutenant-général Campbell. Il est transféré au 1st The Royal Dragoons puis rejoint le 7th Queen's Own Hussars, servant au Proche-Orient.

## Canada

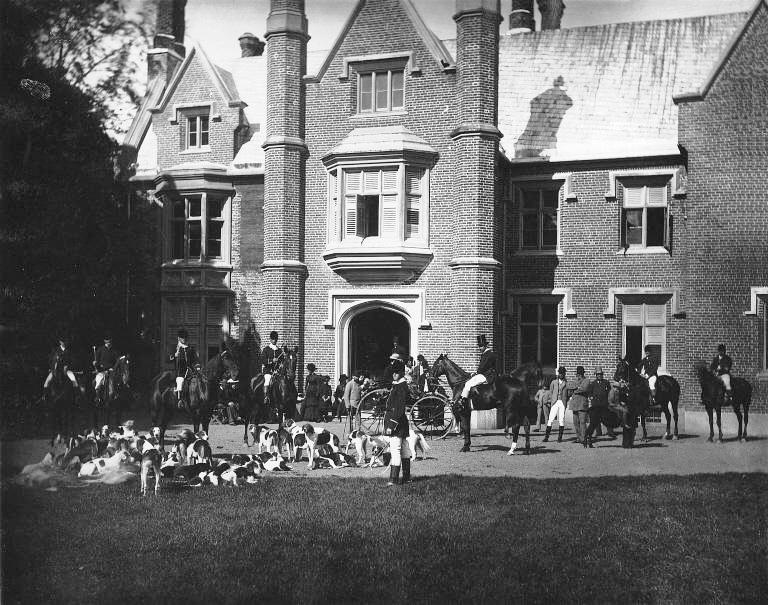
Club Montreal Hunt devant le Manoir Rouville-Campbell

Il est venu au Bas-Canada pendant la Rébellion des Patriotes et il a dirigé un groupe de Mohawks contre les forces patriotes à Châteauguay. Il a ensuite cessé le pillage par d'autres forces loyalistes et a arrêté les meneurs qui l'avaient incité. Il devient secrétaire militaire et aide de camp du gouverneur Charles Edward Poulett Thomson en 1838. À ce titre, il aide à structurer la première élection tenue dans la province du Canada en 1841 pour aider les candidats favorisés par le gouverneur. En 1841, il épouse Henriette-Julie, fille du seigneur Michel-Louis Juchereau Duchesnay et de son épouse, fille d'Ignace-Michel-Louis-Antoine d'Irumberry de Salaberry. Par l'intermédiaire de sa femme, Campbell hérita de la seigneurie de Rouville en 1844. Leur plus jeune fils épousa une des filles de sir Hugh Allan, de Montréal.
Campbell s'installe à Saint-Hilaire en 1846 et y installe une ferme modèle. Un an plus tard, il devient secrétaire civil du nouveau gouverneur, Lord Elgin et surintendant général des Affaires indiennes. Il a démissionné de ce poste lorsque la capitale a été déplacée à Toronto en 1849. En 1858, il a été élu à l'Assemblée législative de la province du Canada pour Rouville et a généralement voté avec les conservateurs. Après sa défaite en 1861, Campbell se retire de la politique.
Il a été administrateur de la Banque de Montréal et du chemin de fer du  Grand Tronc. Il est membre d'une commission mise sur pied en 1862 dans le but d'améliorer la protection civile de la province. Campbell continua de superviser l'exploitation de la seigneurie de Rouville jusqu'à sa mort en 1872. Contrairement à de nombreux seigneurs d'origine anglaise, Campbell dirigea les affaires de la seigneurie en français.

## Liens Connexes
- Province du Canada
- Assemblée législative de la province du Canada